# 荻田庄五郎
荻田 庄五郎（おぎた しょうごろう、1903年(明治36年)5月9日 - 1983年11月2日）は、日本の英文学者、関西学院大学教授、旧制兵庫県立柏原中（現兵庫県立柏原高等学校）教諭。英国の詩人、パーシー・ビッシュ・シェリー研究の第一人者。

## 略歴
滋賀県彦根市生まれ。1928年、関西学院大学文学部英文学科卒業。青森県弘前市・東奥義塾を経て1930年、旧制兵庫県立柏原中（現兵庫県立柏原高等学校）の英語教諭となる。1946年、関西学院専門部教授、1969年、同商学部教授を退職し神戸海星女子学院大学英文学科教授となる。1981年同大を退職。

## 人物
1928年に太田晃子と結婚後、1男5女をもうける。英国の詩人、パーシー・ビッシュ・シェリーのほか、ラフカディオ・ハーン（小泉八雲）などの研究で知られる。英語が〝敵性語〟と見なされていた太平洋戦争の戦時下でも臆せずに研究活動を続け、1943年にシェリーの評伝を出版した。
旧制柏原中出身の歌人・作家、上田三四二は短編「補助線」の中で荻田がモデルとされる英語教師「荻島」に触れ、「荻島を悪く言う生徒はいなかった。…教え方も正確で力のあることが最初の授業から私にもわかった。生徒は教師の人間を見抜いた上で軽蔑したり敬愛したりしていた」 と評している。

## 著・訳書
- シェリー研究（東京研究社　1943年）
- シェリー―愛と詩の生涯（国際出版　1949年）
- ラフカディオ・ハーン「怪談」（訳）（1950年　東京開文社）
- L.M.オールコット「リトルウィメン」上・中・下巻（訳）（1951～53年　同上）
- 英文名著選集「怪談」（1954年　同上）
- 英文名著選集「若草物語」（1955年　同上）
- シャアウッド・アンダスン「ワインズバーグ・オハィオー」（訳）（1960年　京都あぽろん社）